# 小田急4000形電車 (初代)
小田急4000形電車（おだきゅう4000がたでんしゃ）は、小田急電鉄（小田急）で1966年（昭和41年）から2005年（平成17年）まで運用されていた通勤車両である。
小田急では、編成表記の際には「新宿方先頭車両の車両番号（新宿方先頭車の車号）×両数」という表記を使用しているため、本項もそれに倣い、特定の編成を表記する際には「4004×5」「4014×3」「4055×4」「4251×6」のように表記する。また、特定の車両については車両番号から「デハ4100番台」などのように表記し、1200形・1400形をまとめて「HB車」、1600形・1700形・1900形・2100形をまとめて「ABF車」、2400形を「HE車」、2600形を「NHE車」と表記する。ただし、5000形以降の形式はそのまま表記する。

## 概要
開業当時から戦後間もないころにかけて製造された旧形式車両の主電動機を流用し、車体や制御機器を新製することにより輸送力の強化を図った車両で、登場当初は非冷房・吊り掛け駆動方式で3両固定編成×22編成が製造されたが、1974年（昭和49年）から1976年（昭和51年）にかけて中間車を増備の上、一部の編成を5両固定編成としており、最終的には合計92両が製造された。
1985年（昭和60年）以降は2400形（HE車）の主電動機を流用して高性能化するとともに冷房化改造が行なわれ、同時に4両固定編成×8編成と6両固定編成×10編成に組成変更されたが、2003年（平成15年）から3000形の増備によって淘汰が開始され、2005年（平成17年）までに全車両が廃車となった。

### 登場の経緯
小田急開業当時から戦前にかけて製造されたHB車は、1950年代後半に大規模な更新修繕や形態統一を行なっており、「これで15年や20年は使える」と言われていた。しかし、1960年代に入ると16m級車体で2扉の小型車であるHB車は、高くなる列車密度の中では機能的に使用できなくなっていった。しかし、主要な機器は更新していたことから、使用可能な部品を再利用の上、NHE車と同様の大型車体を新造して、逼迫した輸送需要に対応できる車両とすることになった。
こうして、開業当時からの車両の電装品を流用して登場したのが4000形である。旧形式車両の車体更新自体は他の鉄道事業者においても例があるが、4000形は車体だけではなく制御機器や台車も新造し、流用したものは電装品などの一部の機器のみにとどまっていることが特徴である。

## 車両概説
本節では、登場当時の仕様を基本として、増備途上での変更点を個別に記述する。更新による変更については沿革で後述する。
4000形は全長20mの車両による3両固定編成で製造され、1974年から1976年にかけて一部の編成が中間車を増備して5両固定編成となった。形式は小田原方先頭車（制御車）がクハ4050形で、新宿方先頭車（制御電動車）と中間車（電動車）はいずれもデハ4000形である。車両番号については、巻末の編成表を参照のこと。

### 車体
先頭車・中間車とも車体長19,500 mm・全長20,000 mmで、車体幅は2,900 mmの全金属製車体である。正面は貫通型3枚窓で、側面客用扉は各車両とも4箇所である。基本的な車体構造はNHE車と同一となっている。
1974年以降に増備された車両では、車体側面中央の客用窓上部に種別表示器用の小窓が設置されたが、機器自体は未設置である。
外部塗色は、1969年6月以前に竣工した4017×3までは、ダークブルーとオレンジイエローの2色塗り塗装という当時の通勤車両の標準色であったが、1969年6月以降に竣工した4018×3以降の車両は、ケイプアイボリーをベース色として、300 mm幅でロイヤルブルーの帯を窓下に入れるという通勤車両の新標準色塗装で登場した。

### 内装
車内はロングシートで、内装はNHE車と同一仕様である。

### 主要機器
主電動機は前述の通り、HB車およびABF車から流用した三菱電機製の直巻電動機である。HB車に使用されていたMB-146-A型はデハ4000番台のうちのデハ4017までとデハ4100番台のうちのデハ4117まで、デハ4213、デハ4313に使用され、それ以外の車両にはABF車に使用されていたMB-146-CFR型が使用された。これらの電動機の種車となった形式は、デニ1000形・デニ1100形・デハ1200形・デハ1400形・デハ1600形・デハ1700形・デハ1900形・デハ2100形の8形式に及んでいるが、全て端子電圧750 V、出力93.3 kWの主電動機で統一されており、戦前からの統一化思想が役立ったことになる。
主制御器は三菱電機製の直並列抵抗電動カム軸式制御装置であるABF-128-15M型を新製し、デハ4100番台・デハ4300番台の車両に搭載した。4000形では1台の制御装置で8基の主電動機の制御を行なう方式 (1C8M) としたが、主電動機の端子電圧の関係から、主回路接続は電動機2基を直列に接続したものを1組として直並列制御を行なう方式 (2S4P) とした。また、分流式の弱め界磁が設置された。
制動装置（ブレーキ）は、1967年度までに製造された4008×3までは応荷重機構付電磁自動制動 (AMMR-L) を装備し、ブレーキ弁についても種車のものを流用していたが、1968年度以降の増備車（4009×3）からは応荷重機構付電磁直通制動 (HSC) に変更された。発電ブレーキは装備せず、基礎制動装置として高速域からのブレーキ効果が高いディスクブレーキを採用した。1974年以降の増備車のうち、軸ばね式台車を装備した車両ではシングル式（片押し式）踏面ブレーキが採用された。
台車は、1970年までに製造された車両については東急車輛製造製の軸梁ゴムブロック式空気ばね台車であるパイオニアIII-706形 (PIII-706) を採用した。電動台車がPIII-706M形、付随台車はPIII-706T形で、いずれも車輪径910 mm・軸間距離は2,350 mmである。採用に先立って、1963年10月に東京急行電鉄から7000系デハ7019・7020を借り入れて性能確認試験を行なったほか、1964年にはデハ1304にP-III704形を取り付けて性能確認試験が行なわれている。また、1974年以降に制御車用の台車として東急車輛製造製の軸ばね式空気ばね台車であるTS-814形台車が、1976年に製造された車両のうち、デハ4212・4213・4312・4313には東急車輛製造製軸ばね式空気ばね台車のTS-818形台車が採用された。いずれの軸ばね式台車も車輪径910 mm・軸間距離2,350 mm（TS-814形は軸間距離2200 mm）である。
補助電源装置は、デハ4000番台の車両に9kVAのCLG-318C型電動発電機 (MG) を2台搭載した。電動空気圧縮機 (CP) は、両方の先頭車にDH-25型を1台ずつ搭載した。集電装置（パンタグラフ）は各電動車の小田原方屋根上に、PT42-K4形菱枠パンタグラフを設置したが、デハ4200番台・デハ4300番台では取り付け位置が車体中央方向に800 mm移設されている。
運転台の機器配置はNHE車と同様であるが、車両の性能が異なるため、乗務員室の色彩を変えて区別している。
編成両端の連結器については、1967年度までに製造された4008×3まではNCBII形密着自動連結器であったが、1968年度以降の増備車（4009×3）はCSD78形密着連結器とした。

## 沿革

### 登場当初
1966年12月以降にNHE車と並行して増備され、1970年までに22編成が導入された。4000形3両固定編成での定員は450名となり、HB車の3両編成での旅客定員が352名であったのと比較すると大幅な収容力の増強を実現した。1969年以降はABF車の1600形を種車として増備されている。1968年度に製造された車両からはブレーキ装置がAMMR-LからHSCに変更され、それまでに製造された車両についても1969年までにHSCに改造され、同時にOM-ATSの設置と先頭部連結器のCSD78形密着連結器への交換が行なわれた。

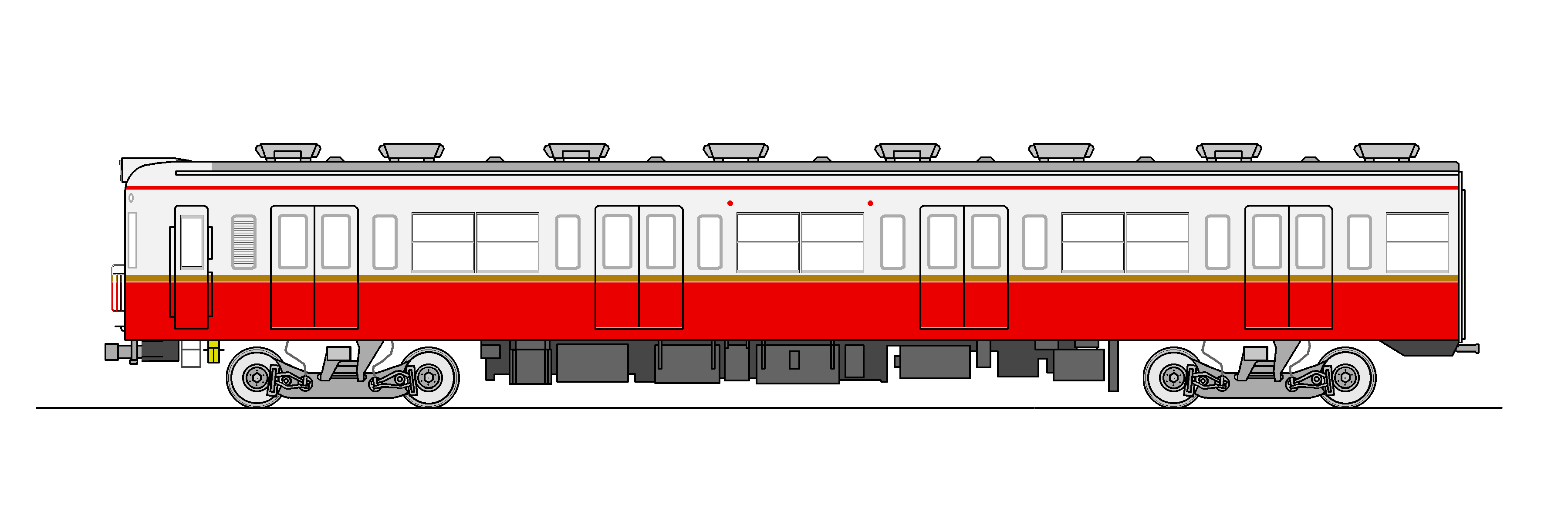
小田急百貨店本館完成記念特別塗装

1967年11月には、小田急百貨店の本館が完成したことを記念して、4001×3が白をベースとして赤と金色の帯が入る特別塗装に変更された。この特別塗装は1968年3月に標準色に戻された。
登場後しばらくは単独編成で江ノ島線を中心に、相模大野以西の各駅停車に使用されていたが、2編成を連結した6両編成で高加減速を必要としない急行や準急にも使用された。

### 連続脱線事故と5両固定編成の登場
1969年から、小田急では朝の通勤輸送の対応策として、全長20m級の大型車による8両編成での運行を開始することになっていたが、この時点では大型車のみで8両編成を組成できる形式が5000形と1800形しか存在しなかった。折りしも1800形は1967年から1969年にかけて体質改善工事が実施されており、ブレーキも4000形と同じHSCに変更されていた。
このような事情から、4000形と1800形を連結した8両編成について検討が進められ、理論上は問題ないという結論となったことから、1969年から1800形と4000形を連結した5両編成での運用が、それに4000形をもう1編成連結した8両編成での運用が開始された。1800形と4000形の連結運用によって、朝の通勤急行のうち9本が4000形と1800形を連結した大型8両編成で運行できるようになり、大幅な輸送力増強が図られた。

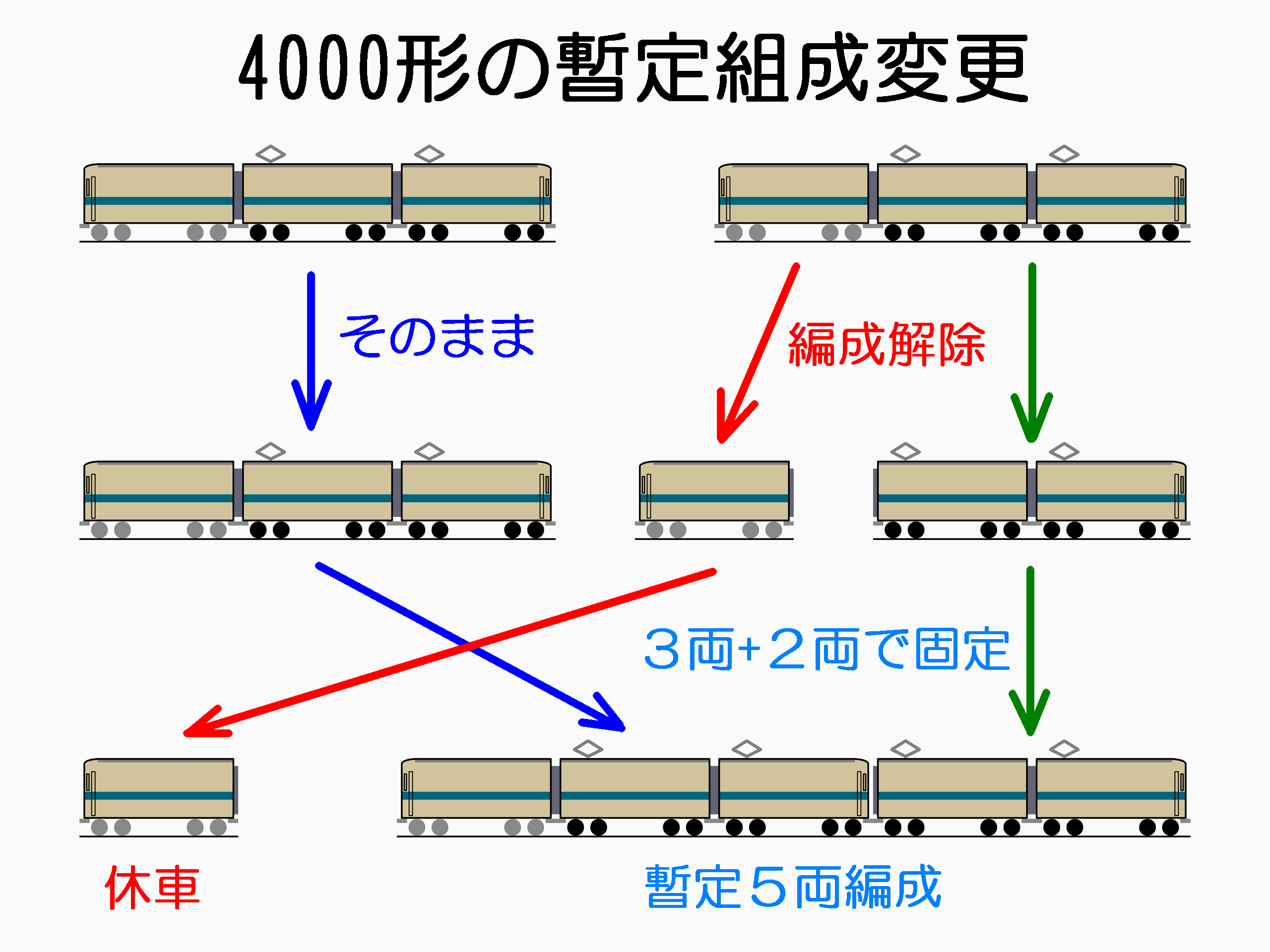
暫定5両編成化の概略図

ところが、4年ほど経過した1973年、4月19日と5月2日に連続して脱線事故が発生した。このため、急遽1800形との連結は中止されることとなり、1800形と4000形の連結によって運行されていた9本の通勤急行のうち、7本を4000形だけで運用する必要に迫られた。このため、7編成に対して制御車を外したうえで他の編成に連結する暫定5両編成が組成され、編成から外された制御車7両は休車となった。
脱線事故については、運輸省内に「小田急線連続脱線事故調査委員会」が設置され、同年5月28日深夜には検証と原因究明のために実車を使用した測定試験が行なわれた。日本の私鉄における脱線事故で、大掛かりな現車試験が行なわれるのはこれが初めてのことであった。この結果、脱線の要因は低速時の浮き上がり脱線であることが判明した。当時小田急電鉄勤務だった生方良雄は、後年「4000形のパイオニアIII形台車と、ばねの固い1800形のDT13形台車の相性が悪かったことが真実だと思う」と述べている。
その一方、制御車7両が休車となったことによって運用車両数が確保できなくなり、一部列車の編成の削減を余儀なくされる状態となった。この対応策として、1974年から4000形の中間電動車を増備することによって暫定5両編成を解消することになった。

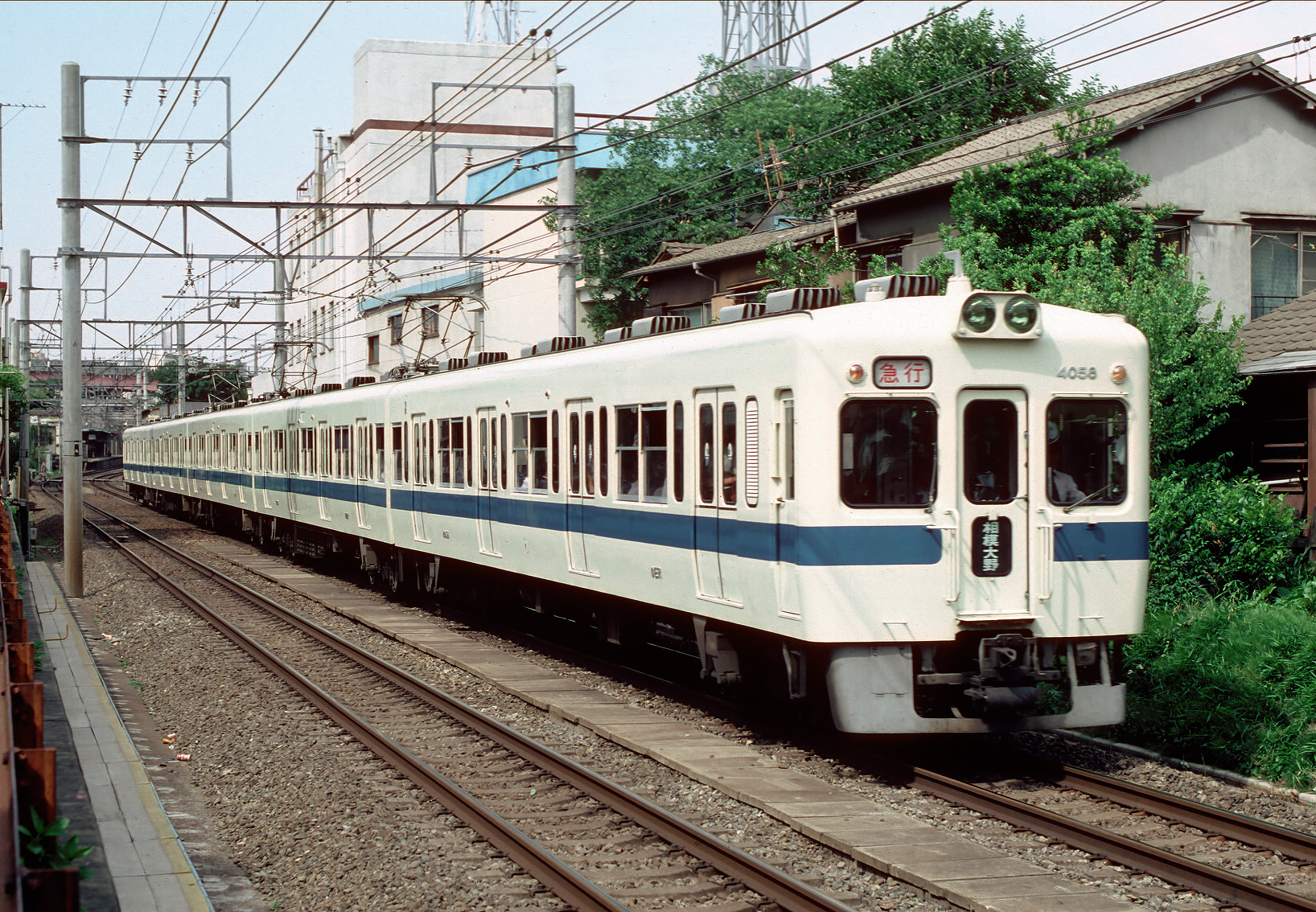
5両固定編成化された4000形

中間電動車の増備にあたり、制御車に使用していたPIII-706T形台車を増備される中間電動車に流用することになり、1974年から1975年にかけて制御車の台車を新製された軸ばね式空気ばね台車のTS-814形に交換した。PIII-706T形台車は若干の改造のうえで電動台車のPIII-706M形に変更された。しかし、増備される中間車が26両であるのに対し、パイオニアIII形台車を提供する制御車の両数は22両だったため、不足する4両分の台車は軸ばね式空気ばね台車のTS-818形を新製した。主電動機については、ABF車のものを流用することになり、ABF車の淘汰が進められることとなった。5両固定編成化に伴い、デハ4000番台のパンタグラフを撤去したほか、クハ4050番台の電動空気圧縮機 (CP) を大容量のC-2000M形に交換し、デハ4200番台の車両にも搭載された。
中間電動車の増備により、1976年までに13編成が5両固定編成化され、暫定5両編成は解消された。
1973年から1976年にかけて自動解結装置と電気連結器の設置が行なわれたほか、1976年から1978年にかけて全ての先頭車にスカートを設置した。また、3両固定編成のクハ4050番台の電動空気圧縮機 (CP) を大容量のC-2000M形に交換した。

### 冷房・高性能化
1977年の急行10両編成化以降、4000形の5両固定編成を2編成連結した10両編成の運用も見られたが、最高速度が95km/hで、車両重量の増加を伴う冷房化改造は車軸強度上から著しく困難であった。既に小田急の通勤車両は冷房付の高性能車が主力の状況であり、4000形についても同等の水準とすることが望ましくなった。
このため、1985年から冷房化と高性能化を主とした改造が開始され、同時に他の高性能車と同様の6両固定編成・4両固定編成への組成変更が行なわれた。
冷房・高性能化にあたり、主制御装置は元来装備していたABF-128-15M形を流用したが、応荷重装置が加速時にも機能するようにしたほか、制御段数の変更が行なわれた。主電動機は、同年から廃車が開始されたHE車の使用していた主電動機である三菱電機製MB-3039-A形を流用した。駆動装置はWNドライブとなり、歯車比は5000形と同じ90:17=5.3となった。電動台車については、基礎制動装置をディスクブレーキとした軸ばね式空気ばね台車のTS-826を新製したが、ブレーキディスクはパイオニアIII形台車から流用された。付随台車についてはTS-814とTS-818を流用した。発電ブレーキは流用したモータの容量の関係上装備していない。
搭載する冷房装置は8000形と同型で冷凍能力10,500 kcal/hの三菱電機製CU-195A形を採用し、各車両の屋根上に4台設置した。屋根上のクーラーキセ（カバー）は、8000形とは異なり各装置ごとに単独のものとなっている。なお、工作の簡易化を図るために冷風ダクトの設置は行なわず、補助送風装置として扇風機を先頭車4台・中間車5台設置した。また、補助電源装置については静止形インバータ (SIV) が新製され、4両編成ではクハ4050番台・デハ4000番台の車両に90 kVAのSIVを1基ずつ、6両固定編成ではデハ4200番台・デハ4400番台の車両に120 kVAのSIVを1基ずつ搭載した。

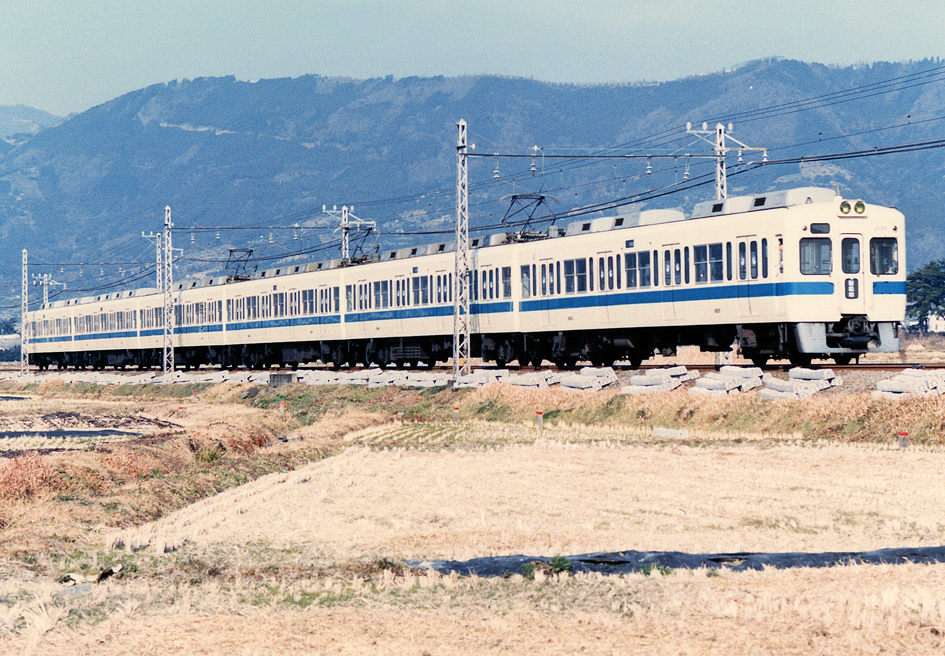
高性能化後の4000形（4255×6）

車体については基本的にはそのまま流用しているが、製造から20年近く経過していることから各部の補強が行なわれたほか、妻面の窓は固定化された。デハ4100番台・デハ4400番台の車両の新宿方には仕切り扉が設置された。また、全車両の側面に種別・行先表示器が設置された。パンタグラフの搭載位置は全て8000形と揃えられ、デハ4200番台を除く各車両の小田原方に搭載された。乗務員室内の色彩も他形式と同様のライトグリーンに変更された。
組成変更は以下のような3パターンに大別される。巻末の編成表「4両固定編成」・「6両固定編成」も参照されたい。
- 5両固定編成×2編成を4両固定編成と6両固定編成各1編成に変更
- 3両固定編成と5両固定編成各1編成を4両固定編成×2編成に変更
- 3両固定編成×2編成を6両固定編成×1編成に変更

これに伴い、先頭車8両が中間車化されている。
1988年度末に全車両の改造が終了したが、この改造および組成変更に伴い、92両全車両が改番された。5両固定編成は1987年7月に運用を終了し、さらに3両固定編成も1988年9月16日限りで運用終了となり、小田急の路線から営業運行を行なう吊り掛け駆動方式の電車は消滅した。ただし、同年9月22日に発生した車輌故障に関連して、8000形と併結のうえ突発的な代走営業運転が行われた旨、鉄道友の会小田急部会会報に記載があるという。これは代走とは言え、4000形の吊り掛け駆動時代最後の営業運転であり、さらには、小田急で記録に残るものとしては、最初で最後のカルダン駆動車と吊り掛け駆動車の併結運転でもあった。

### 淘汰
改造後の4000形は、4両固定編成が江ノ島線の各駅停車を中心に、6両固定編成は全線で運用されるようになった。なお、高性能化以前は、5両固定編成と3両固定編成を組み合わせた8両編成がしばしばみられたが、高性能化以後は4両固定編成を2編成連結した8両編成で運行することは稀であった。
その後は大きな車両の動きはなかったが、2003年からは3000形の増備に伴い、NHE車とともに淘汰が開始された。2004年12月のダイヤ改正前日をもって運用離脱、さよなら運転や引退式等は行なわれず、2005年1月までに全車両が廃車・解体された。現役最後まで運用されていたのは4055×4、4257×6で末期はこれら2本を繋げた10連で朝ラッシュ時の急行に半固定的に使用されていた。また、この頃の小田急はダイヤ改正に合わせて種別幕が順次新しい物に交換されていたが、当形式は廃車時期が近いこともあり、最後まで旧幕のまま運用されていた。

## 編成表
凡例Tc …制御車、Mc …制御電動車、M …電動車、T…付随車、CON…制御装置、MG…補助電源装置（電動発電機）、SIV…補助電源装置（静止形インバータ）、CP…電動空気圧縮機、PT…集電装置

### 吊り掛け車時代（1966年 - 1988年）

#### 新製時
当時は号車番号は付番されていなかった。
|          | ← 小田原新宿 → |          |          |
| 形式     | クハ4050       | デハ4000 | デハ4000 |
| 区分     | Tc             | M2       | Mc1      |
| 車両番号 | 4051           | 4101     | 4001     |
| 車両番号 | 4052           | 4102     | 4002     |
| 車両番号 | 4053           | 4103     | 4003     |
| 車両番号 | 4054           | 4104     | 4004     |
| 車両番号 | 4055           | 4105     | 4005     |
| 車両番号 | 4056           | 4106     | 4006     |
| 車両番号 | 4057           | 4107     | 4007     |
| 車両番号 | 4058           | 4108     | 4008     |
| 車両番号 | 4059           | 4109     | 4009     |
| 車両番号 | 4060           | 4110     | 4010     |
| 車両番号 | 4061           | 4111     | 4011     |
| 車両番号 | 4062           | 4112     | 4012     |
| 車両番号 | 4063           | 4113     | 4013     |
| 車両番号 | 4064           | 4114     | 4014     |
| 車両番号 | 4065           | 4115     | 4015     |
| 車両番号 | 4066           | 4116     | 4016     |
| 車両番号 | 4067           | 4117     | 4017     |
| 車両番号 | 4068           | 4118     | 4018     |
| 車両番号 | 4069           | 4119     | 4019     |
| 車両番号 | 4070           | 4120     | 4020     |
| 車両番号 | 4071           | 4121     | 4021     |
| 車両番号 | 4072           | 4122     | 4022     |
| 搭載機器 | CP             | CON,PT   | MG,CP,PT |
| 自重     | 27.28t         | 37.14t   | 37.56t   |
| 定員     | 144            | 162      | 144      |

#### 暫定5両編成（1973年 - 1976年）
当時は号車番号は付番されていなかった。新宿方2両と小田原方3両の組み合わせは変更されることがあった。
|          | ← 小田原新宿 → |          |          |          |          |
| 形式     | クハ4050       | デハ4000 | デハ4000 | デハ4000 | デハ4000 |
| 区分     | Tc             | M2       | Mc1      | M2       | Mc1      |
| 車両番号 | 4071           | 4121     | 4021     | 4101     | 4001     |
| 車両番号 | 4057           | 4107     | 4007     | 4104     | 4004     |
| 車両番号 | 4069           | 4119     | 4019     | 4106     | 4006     |
| 車両番号 | 4053           | 4103     | 4003     | 4112     | 4012     |
| 車両番号 | 4070           | 4120     | 4020     | 4115     | 4015     |
| 車両番号 | 4060           | 4110     | 4010     | 4117     | 4017     |
| 車両番号 | 4059           | 4109     | 4009     | 4118     | 4018     |
| 搭載機器 | CP×2           | CON,PT   | MG,CP,PT | CON,PT   | MG,CP,PT |
| 自重     | 27.28t         | 37.14t   | 37.56t   | 37.14t   | 37.56t   |
| 定員     | 144            | 162      | 144      | 162      | 144      |

#### 一部5両固定編成化後（1974年 - 1988年）
1977年12月1日時点。当時は号車番号は付番されていなかった。

##### 5両固定編成
|                       | ← 小田原新宿 → |                 |                 |          |          |
| 形式                  | クハ4050       | デハ4000        | デハ4000        | デハ4000 | デハ4000 |
| 区分                  | Tc             | M4              | M3              | M2       | Mc1      |
| 車両番号              | 4051           | 4301            | 4201            | 4101     | 4001     |
| 車両番号              | 4052           | 4302            | 4202            | 4102     | 4002     |
| 車両番号              | 4053           | 4303            | 4203            | 4103     | 4003     |
| 車両番号              | 4054           | 4304            | 4204            | 4104     | 4004     |
| 車両番号              | 4055           | 4305            | 4205            | 4105     | 4005     |
| 車両番号              | 4056           | 4306            | 4206            | 4106     | 4006     |
| 車両番号              | 4057           | 4307            | 4207            | 4107     | 4007     |
| 車両番号              | 4058           | 4308            | 4208            | 4108     | 4008     |
| 車両番号              | 4059           | 4309            | 4209            | 4109     | 4009     |
| 車両番号              | 4060           | 4310            | 4210            | 4110     | 4010     |
| 車両番号              | 4061           | 4311            | 4211            | 4111     | 4011     |
| 車両番号              | 4062           | 4312            | 4212            | 4112     | 4012     |
| 車両番号              | 4063           | 4313            | 4213            | 4113     | 4013     |
| 搭載機器              | CP             | CON,PT          | MG,CP,PT        | CON,PT   | MG,CP    |
| 自重 ()内は末尾12・13 | 27.28t         | 37.14t (37.79t) | 36.89t (37.54t) | 37.10t   | 36.96t   |
| 定員                  | 144            | 162             | 162             | 162      | 144      |

##### 3両固定編成
|          | ← 小田原新宿 → |          |          |
| 形式     | クハ4050       | デハ4000 | デハ4000 |
| 区分     | Tc             | M2       | Mc1      |
| 車両番号 | 4064           | 4114     | 4014     |
| 車両番号 | 4065           | 4115     | 4015     |
| 車両番号 | 4066           | 4116     | 4016     |
| 車両番号 | 4067           | 4117     | 4017     |
| 車両番号 | 4068           | 4118     | 4018     |
| 車両番号 | 4069           | 4119     | 4019     |
| 車両番号 | 4070           | 4120     | 4020     |
| 車両番号 | 4071           | 4121     | 4021     |
| 車両番号 | 4072           | 4122     | 4022     |
| 搭載機器 | CP             | CON,PT   | MG,CP,PT |
| 自重     | 27.28t         | 37.14t   | 37.56t   |
| 定員     | 144            | 162      | 144      |

### 冷房・高性能化後（1985年 - 2004年）
車両番号に(I)(II)と付記されているものは同じ番号を付けた初代および2代目の車両。

#### 4両固定編成
|                       | ← 小田原新宿 → |                    |                    |                    |
| 号車                  | 7              | 8                  | 9                  | 10                 |
| 形式                  | クハ4050       | デハ4000           | デハ4000           | クハ4050           |
| 区分                  | Tc2            | M2                 | M1                 | Tc1                |
| 車両番号 ()内は旧番号 | 4151 (4051(I)) | 4101(II) (4301(I)) | 4001(II) (4201(I)) | 4051(II) (4001(I)) |
| 車両番号 ()内は旧番号 | 4152 (4052(I)) | 4102(II) (4302(I)) | 4002(II) (4202(I)) | 4052(II) (4002(I)) |
| 車両番号 ()内は旧番号 | 4153 (4053(I)) | 4103(II) (4303(I)) | 4003(II) (4203(I)) | 4053(II) (4003(I)) |
| 車両番号 ()内は旧番号 | 4154 (4054(I)) | 4104(II) (4304(I)) | 4004(II) (4204(I)) | 4054(II) (4004(I)) |
| 車両番号 ()内は旧番号 | 4155 (4056(I)) | 4105(II) (4306(I)) | 4005(II) (4206(I)) | 4055(II) (4006(I)) |
| 車両番号 ()内は旧番号 | 4156 (4058(I)) | 4106(II) (4308(I)) | 4006(II) (4208(I)) | 4056(II) (4008(I)) |
| 車両番号 ()内は旧番号 | 4157 (4062)    | 4107(II) (4312)    | 4007(II) (4212)    | 4057(II) (4012)    |
| 車両番号 ()内は旧番号 | 4158 (4066)    | 4108(II) (4116)    | 4008(II) (4112)    | 4058(II) (4016)    |
| 搭載機器              | CP             | CON,PT             | SIV,PT             | SIV,CP             |
| 自重                  | 30.0t          | 39.0t              | 38.5t              | 32.5t              |
| 定員                  | 144            | 162                | 162                | 144                |

#### 6両固定編成
|                       | ← 小田原新宿 → |                |                |                    |                    |                |
| 号車                  | 1              | 2              | 3              | 4                  | 5                  | 6              |
| 形式                  | クハ4050       | デハ4000       | デハ4000       | デハ4000           | デハ4000           | クハ4050       |
| 区分                  | Tc2            | M4             | M3             | M2                 | M1                 | Tc1            |
| 車両番号 ()内は旧番号 | 4551 (4060)    | 4501 (4310(I)) | 4401 (4210(I)) | 4301(II) (4110(I)) | 4201(II) (4101(I)) | 4251 (4010)    |
| 車両番号 ()内は旧番号 | 4552 (4055(I)) | 4502 (4305(I)) | 4402 (4205(I)) | 4302(II) (4105(I)) | 4202(II) (4102(I)) | 4252 (4005(I)) |
| 車両番号 ()内は旧番号 | 4553 (4063)    | 4503 (4313)    | 4403 (4213)    | 4303(II) (4113)    | 4203(II) (4103(I)) | 4253 (4013)    |
| 車両番号 ()内は旧番号 | 4554 (4072)    | 4504 (4122)    | 4404 (4022)    | 4304(II) (4118)    | 4204(II) (4068)    | 4254 (4018)    |
| 車両番号 ()内は旧番号 | 4555 (4059)    | 4505 (4309)    | 4405 (4209)    | 4305(II) (4109)    | 4205(II) (4106(I)) | 4255 (4009)    |
| 車両番号 ()内は旧番号 | 4556 (4064)    | 4506 (4114)    | 4406 (4014)    | 4306(II) (4115)    | 4206(II) (4065)    | 4256 (4015)    |
| 車両番号 ()内は旧番号 | 4557 (4069)    | 4507 (4119)    | 4407 (4019)    | 4307(II) (4117)    | 4207(II) (4067)    | 4257 (4017)    |
| 車両番号 ()内は旧番号 | 4558 (4071)    | 4508 (4121)    | 4408 (4021)    | 4308(II) (4120)    | 4208(II) (4070)    | 4258 (4020)    |
| 車両番号 ()内は旧番号 | 4559 (4057(I)) | 4509 (4307(I)) | 4409 (4207(I)) | 4309(II) (4107(I)) | 4209(II) (4104(I)) | 4259 (4007(I)) |
| 車両番号 ()内は旧番号 | 4560 (4061)    | 4510 (4311)    | 4410 (4211)    | 4310(II) (4111)    | 4210(II) (4108(I)) | 4260 (4011)    |
| 搭載機器              | CP             | CON,PT         | SIV,PT         | CON,PT             | SIV                | CP             |
| 自重                  | 30.0t          | 39.0t          | 38.5t          | 39.0t              | 38.5t              | 30.0t          |
| 定員                  | 144            | 162            | 162            | 162                | 162                | 144            |